# Slate

Tidningens logotyp.

Slate är en amerikansk webbtidning grundad 1996. Den är sedan 2008 ägd av The Slate Group inom Graham Holdings.

## Historik
Tidningen drevs från starten av Microsoft inom Microsoft Network. 2004 såldes den till det dåvarande ägarbolaget bakom The Washington Post, som 2013 ombildats till Graham Holdings efter att man sålt av The Washington Post till ett bolag kontrollerat av Amazon-ägaren Jeff Bezos.
Slate har sitt huvudkontor i New York, med sidokontor i Washington, D.C..